# Esercito di difesa dell'Artsakh
L'esercito di difesa dell'Artsakh (Արցախի Հանրապետության պաշտպանության բանակ, Artsakhi Hanrapetut’yan pashtpanut’yan banak), originariamente Esercito di difesa del Nagorno Karabakh, è stata la forza militare ufficiale dell'autoproclamata repubblica dell'Artsakh (chiamata fino al 20 febbraio 2017 repubblica del Nagorno Karabakh). Il comandante in capo era il Presidente della Repubblica; il luogotenente generale era il ministro della Difesa.
L'esercito viene fondato il 9 maggio 1992, per unire le disorganizzate unità di auto-difesa nella regione che si erano create dai primi anni 90 con l'obiettivo di difendere la popolazione armena dagli attacchi sovietici e azeri, e viene sciolto il 20 settembre 2023, in seguito all'accordo di cessate il fuoco che ha seguito l'offensiva azera nella regione del 2023.

## Storia
L'esercito viene ufficialmente fondato il 9 maggio 1992, all'indomani della conquista di Shushi, con l'obiettivo di proteggere la popolazione armena della regione dagli attacchi azeri.
Contava ufficialmente poco meno di ventimila uomini e viene posto sotto il comando del generale Movses Hakobyan. Tra i fondatori della milizia figurano Robert Kocharyan e Serž Sargsyan (futuri presidenti della repubblica dell'Armenia), Vazgen Sargsyan (futuro primo ministro armeno), Monte Melkonian (responsabile del settore di Martowni) e Samuel Babayan (ministro della Difesa dal 1995 al 1999).
L'istituzione dell'esercito aveva lo scopo di riorganizzare tutti i gruppi combattenti e creare un unico comando delle operazioni raccordando le varie unità operative.
Fino a quel momento i miliziani armeni combattevano in piccoli distaccamenti di volontari formati da non più di 40 elementi, spesso armati in modo improvvisato con le armi che hanno a disposizione. Nei primi mesi della guerra (gennaio 1992) le milizie armene erano disorganizzate e poco coordinate. Il loro obiettivo primario è quello di difendere le comunità locali dei villaggi, ciascuna operando indipendentemente dalle altre. L'intensificarsi dell’azione azera (con pesanti bombardamenti) e la progressiva trasformazione del conflitto su più vasta scala spinsero le milizie armene ad organizzarsi sotto un unico comando.
Il primo risultato è la liberazione del corridoio di Laçın (18 maggio 1992). Il miglioramento dell’equipaggiamento, ottima conoscenza del territorio, creatività e motivazione sono le caratteristiche che consentono all’esercito di difesa di avere la meglio su un nemico molto più numeroso e meglio equipaggiato. Numerosi combattenti dell'esercito di difesa, caduti in battaglia, sono sepolti nel cimitero militare di Yerablur.

## L'esercito di difesa
Il ruolo primario era quello di difendere i confini della repubblica ed in particolare la linea di contatto con l'Azerbaigian che si sviluppa sul fianco orientale e settentrionale dello stato. Lungo tale confine erano schierate in trincea le prime linee con il compito di monitoraggio e difesa.
Negli ultimi anni si sono registrate numerose violazioni dell’accordo di cessate il fuoco che hanno portato in alcuni casi soprattutto nella zona di Martakert (marzo 2008, giugno 2010) a vere e proprie battaglie con lo schieramento avversario. Lo scontro più violento si è registrato nell'aprile 2016 e viene comunemente chiamato guerra dei quattro giorni.

## Armamento
Non esisteva un dato ufficiale, preciso ed aggiornato, della dotazione dell’esercito di difesa dell'Artsakh.
Negli anni 2010, anche grazie agli aiuti armeni, la dotazione sarebbe molto aumentata e l’unico dato stabile riguardava il numero degli effettivi che, prima della guerra del 2020, dovrebbe essere stato sempre intorno alle ventimila unità. Altrettanti o poco più i riservisti.
Il personale complessivo sarebbe calato a circa 5 500 unità prima dello scioglimento della repubblica dell'Artsakh.
I dati disponibili parlavano, negli anni 2000 e 2010, di meno di 200 carri armati, circa 70 veicoli blindati e circa 100 pezzi di artiglieria sopra i 122mm, circa 40 lanciarazzi multipli (perlopiù BM-21) ai quali è da aggiungere un sistema di difesa anti-aerea di tipo imprecisato. L’aviazione conterebbe su due Sukhoi Su-25, 5 Mil Mi-24, e 5 Mi-8 con un personale complessivo di circa 250 uomini.